# Dominique Lecrocq
Dominique Lecrocq (Reims, 7 de julio de 1963 - Lilla, 25 de abril de 2014) fue un ciclista francés, que fue profesional entre 1984 y 1987.

## Palmarés en pista
- 1985
  -  Campeón de Francia en Puntuación

## Palmarés en ruta
- 1985
  - Vencedor de una etapa en el Tour de Armòrica
- 1986
  - 1.º en la París-Bourges y vencedor de una etapa
  - 1.º en el Gran Premio de Mauléon-Moulins